# 前田ちあき
前田 ちあき（まえだ ちあき、1970年3月17日 - ）は、日本の女性声優。青二プロダクション所属。大阪府堺市出身。
旧芸名は前田 千亜紀（読み同じ）。

## 来歴
武庫川女子大学短期大学部卒業。俳協ボイスアクターズスタジオ第1期卒業。青二塾大阪校（第11期生）卒業。

## 人物
趣味は野球観戦、ダンス、振付。特技は編み物、整理整頓。方言は関西弁。

## 出演

### テレビアニメ
1993年
- 忍たま乱太郎

1995年
- 空想科学世界ガリバーボーイ（メス馬）

1996年
- ゲゲゲの鬼太郎（第4作）（子供B、筒井敏子、子猫、女子高生A、男の子B、ホタル、子供、ゆりな、妹）
- ご近所物語（女の子）

1998年
- ヨシモトムチッ子物語

1999年
- クレヨンしんちゃん（イズミ）
- 週刊ストーリーランド（女子社員B、女の子A、子供達）
- ドラえもん（オールマイティーチェアー、女の子A、女の子、園児A、女の人 他）

2002年
- 釣りバカ日誌
- ぷちぷり*ユーシィ（チャウ）

2003年
- ガンパレード・マーチ 〜新たなる行軍歌〜（田辺真紀）

2004年
- とんとんみーの冒険
- のってけエクスプレッツ（タイニートレイン）
- みどりのくにのこえだちゃん（こえだちゃん）

2007年
- 名探偵コナン（女の子）

### ゲーム
1996年
- エーベルージュ（ユーロス・プロバンス）

1998年
- OverBlood2（ニーナ・ブラーニ）
- 英雄志願 -Gal Act Heroism-（メイ）
- ドキドキプリティリーグ（天馬巡、山田敏子）
- デジタルフィギュア イイナ（郁子）
- 天仙娘々〜劇場版〜（明鈴）
- バトルトライスト

1999年
- 学園戦隊ソルブラスト（桜井智恵理）
- 聖少女艦隊バージンフリート（花残一輪）
- ときめきメモリアル2（佐倉楓子）
- ときめきメモリアル2 対戦ぱずるだま（佐倉楓子）
- マリオネットカンパニー（マリオネット）
- ゴルフしようよ（キャサリン・ホワイト）

2000年
- Hyper Value 2800 麻雀（上杉蛍子、リンシャン）

2001年
- サモンナイト2（ラミ）

2003年
- Iris 〜イリス〜（末永さくら）

2004年
- ふらせら（イチノ・A）

2009年
- ルーンファクトリー3（モニカ、エリザ・ハラペニョ・ヴィヴィアージュ）

2023年
- ルーンファクトリー3スペシャル（モニカ、エリザ・ハラペニョ・ヴィヴィアージュ）

### ドラマCD
- クロックタワーゴーストヘッド（鷹野千夏）
- 十三番目の人格 〜ISOLA〜（森谷千尋）
- センチメンタルグラフティV 想い出のスクールデイズ1（中居）
- 東京星に、いこう（伊佐坂わか女）
- ときめきメモリアル2（佐倉楓子）
- 飛ぶ教室、その他の短編
- マリオネットカンパニー 
  - オリジナルドラマ プロトタイプ零（マリオネット、零）
  - DJ/CD 特別編

### 吹き替え
- アウトブレイク

### テレビドラマ
- トリック 第1期4話「まるごと消えた村1」（2000年） - まりもちゃん

### テレビ番組
- ウンナンのホントコ!
- 視聴室・音の笑い
- Tazan.TV（ナレーション）

### 特撮
- ブースカ! ブースカ!!（1999年）
- 百獣戦隊ガオレンジャー（2001年、ガオマジロの声）

### ボイスオーバー
- 未来への教室

### パチスロ
- パチスロ「もえろ!ハーレムエース」（ショコラ）

### 人形劇
- こどもにんぎょう劇場「長くつ下のピッピ」

### ラジオ
- 前田家の野望（PPC）（パーソナリティ）
- マリカン・ラジオネット・カンパニー（パーソナリティ）

### その他コンテンツ
- 英語教材「ピピルといっしょ」シリーズ（ピピル）
- 学研はなまるきっず「プリンTV」（プリン）